# Paratheuma andromeda
Paratheuma andromeda är en spindelart som beskrevs av Joseph A. Beatty och Berry 1989. Paratheuma andromeda ingår i släktet Paratheuma och familjen Desidae.
Artens utbredningsområde är Cooköarna. Inga underarter finns listade i Catalogue of Life.